# Иванов, Николай Алексеевич (коммерции советник)
Николай Алексеевич Иванов (1832 год, Казань — 14 марта 1882 года) — казанский купец I гильдии, впоследствии — русский вице-консул в Ханькоу, коммерции советник.

## Биография
Происходил из купеческой семьи, начал торговую деятельность в Сибири, где служил в разных коммерческих домах. С 1860 года поселился в Ханькоу, сначала как комиссионер русских торговых домов, а затем как русский вице-консул. Один из пионеров русской торговли с Китаем, он в короткое время расширил её до значительных размеров. В Ханькоу встречался с русским путешественником Павлом Пясецким.
Оставив Китай, был казначеем в лечебнице военных врачей в Москве и директором страхового общества «Якорь».

## Семья
Жена: Елизавета Михайловна — совместно с мужем составила книгу «Китай», изданную в 1882 году.